# Агаев, Фамиль
Фамиль Агаев (азерб. Famil Ağayev; род. 2 октября 1986, Джалилабад) — азербайджанский волейболист и волейбольный тренер. Главный тренер ЖВК «Абшерон» (с 2023).

## Карьера
Родился 2 октября 1986 года в г. Джалилабад.
В сезоне 2007/2008 являлся волейболистом клуба «Азернефть Баку».
С 2009 по 2017 год являлся помощником главного тренера ЖВК «Азеррейл».
С сезона 2016/2017 по 2021 год являлся главным тренером «Азеррейл». 
С 2009 по 2021 год являлся также помощником главного тренера женской сборной Азербайджана по волейболу.
В сезоне 2010/2011 выиграл с ЖВК «Азеррейл» Кубок вызова ЕКВ.
В качестве главного тренера в сезоне 2017/2018, 2018/2019 выиграл с ЖВК «Азеррейл» чемпионат Азербайджана.
Главный тренер ЖВК «Абшерон» (с 2023). 
В сезоне 2024/2025 с ЖВК «Абшерон» выиграл Кубок Азербайджана и завоевал серебряные медали чемпионата Азербайджана.
Входит в тренерский штаб женской сборной Азербайджана по волейболу.    